# لوكاس سكوربسكي
لوكاس سكوربسكي (بالبولندية: Łukasz Skorupski) لاعب كرة قدم بولندي في مركز حراسة المرمى ولد في يوم 5 مايو 1991 في مدينة زابجه في بولندا وهو يلعب حاليا في صفوف نادي روما في الدوري الإيطالي الممتاز كما لعب في الدوري البولندي الممتاز مع غورنيك زابجه وراخ رادزيونكوف كما أنه لعب مع صفوف منتخب بولندا الدولي ولعب معه في تحت 21 سنة، ويبلغ طوله 187 سم.

## روابط خارجية
- لوكاس سكوربسكي على موقع الاتحاد الدولي (مؤرشف)  (الإنجليزية)
- لوكاس سكوربسكي على موقع الاتحاد الأوربي (الإنجليزية)
- لوكاس سكوربسكي على موقع قاعدة بيانات كرة القدم.إي يو (الإنجليزية)
- لوكاس سكوربسكي على موقع ليكيب (الفرنسية)
- لوكاس سكوربسكي على موقع ناشيونال فوتبول تيمز (الإنجليزية)
- لوكاس سكوربسكي على موقع Soccerbase.com (لاعب) (الإنجليزية)
- لوكاس سكوربسكي على موقع Soccerway.com (الإنجليزية)
- لوكاس سكوربسكي على موقع عالم كرة القدم.نت (الإنجليزية)
- لوكاس سكوربسكي على موقع AS.com (الإسبانية)